# Bloskülb
Die Bloskülb ist ein 570,1 m ü. NHN hoher Berg im mittleren Pfälzerwald. Sie liegt etwa drei Kilometer nordwestlich des Dorfes Iggelbach. Sie befindet sich komplett auf der Gemarkung der Gemeinde Elmstein. 

## Gewässer
An seinem Nordostfuß entspringt der Haselbach.

## Natur
Die sogenannte Bloskülbrundsicht, die ein freies Plateau mit Felsen darstellt, ist als Naturdenkmal eingestuft.

## Tourismus
An seinem Nord- und Westhang führt ein mit einem gelb-roten Balken gekennzeichneter Weg vorbei, der von der Burg Lichtenberg bis nach Wachenheim verläuft.